# Maya Mare
Koordinaten: 51° 25′ 44″ N, 11° 57′ 57″ O
Das Maya Mare ist ein Erlebnisbad in Halle (Saale) in Sachsen-Anhalt. Es verfügt über eine Wasserfläche von 1331 m² mit vier Wasserrutschen, Wellenbecken, Strömungskanal und weiteren Attraktionen. Daneben gibt es eine Sauna- und Wellnesslandschaft und einen Fitnessclub. Die gesamte Anlage ist im mexikanischen Stil gehalten.

## Geschichte

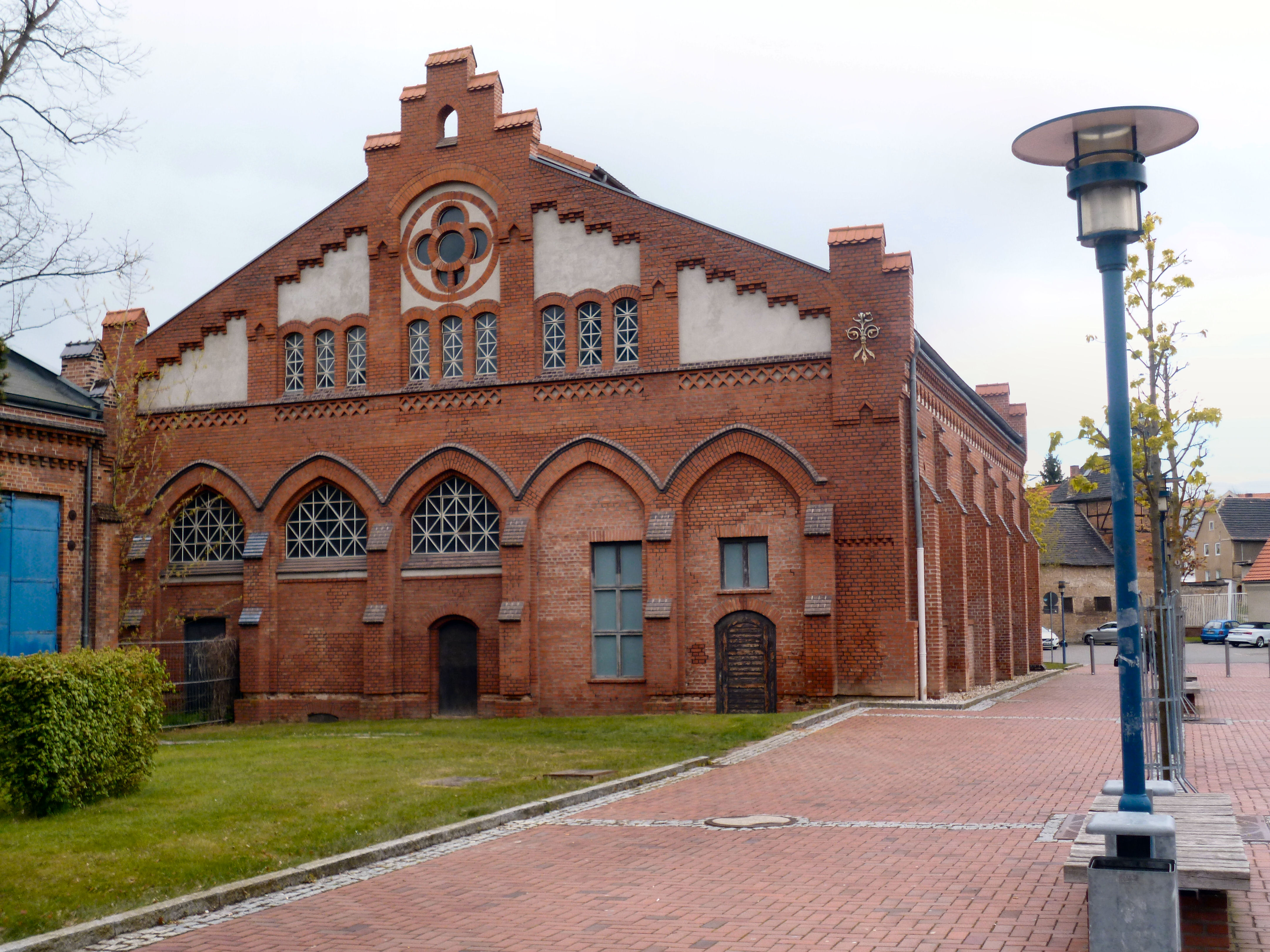
Gebäude des alten Wasserwerks (2016)

Das Maya Mare befindet sich auf dem Gelände des früheren Wasserwerks Beesen.
1867 wurde das erste Pumpwerk an dieser Stelle errichtet. Als erste deutsche Stadt hatte Halle im Jahr 1868 alle ihre 2.300 Privathaushalte an eine zentrale städtische Wasserversorgung angeschlossen. Dafür wurde ein 43 km langes Rohrleitungsnetz geschaffen. Ab 1988 wurden auf dem Gelände neue Gebäude mit modernen Anlagen errichtet und die alten 1993 stillgelegt. Weil die Stadt Halle seit 2002 ihr Trinkwasser größtenteils aus dem Ostharz erhält, wurden auch die neuen Anlagen 2007 in Reserve gestellt.
Auf dem Gelände des alten Wasserwerks Beesen wurde ab 1997 das Maya Mare erbaut. Nach 18-monatiger Bauzeit wurde es am 1. April 1999 eröffnet. Es war das erste Erlebnisbad in Deutschland, das mit Mexiko unter einem durchgängigen Motto gestaltet wurde. Die Pläne stammen vom Architekten Rainer Eckert. Die Kosten für das Projekt beliefen sich auf 72 Mio. DM. Trägerin ist die Stadtwerke Halle GmbH. Jährlich kommen etwa 350.000 Besucher in das Erlebnisbad.

## Lage
Das Maya Mare befindet sich im südlichen Stadtteil Beesen, direkt am Ufer der Weißen Elster gegenüber der Saale-Elster-Aue. Über die Endhaltestelle Beesen und circa 500 Meter Fußweg ist das Bad per Straßenbahn oder Bus erreichbar. Außerdem gibt es ein eigenes Parkhaus mit 300 PKW-Stellplätzen.

## Angebot

### Badelandschaft
Das Maya Mare verfügt über einen 130 m langen Strömungskanal (Lazy River), der sich durch die nördliche Hälfte des Badebereichs windet und entlang eines Erlebnisbeckens mit Massagedüsen und Sprudelliegen führt. Außerdem ist er mit dem 290 m² großen beheizten Außenbecken verbunden. Zusätzlich gibt es ein separates, 385 m² großes und bis zu 1,60 m tiefes Wellenbecken, das flach ausläuft. Die Wellenmaschine wird stündlich für ca. sechs Minuten eingeschaltet. Zwei Whirlpools ergänzen das Angebot.
Für Kinder steht ein Babybecken und das Tulumaya genannte Abenteuerbecken zur Verfügung. Dieses wurde nach Umbauarbeiten des alten Kinderbeckens am 1. Oktober 2016 eröffnet und bietet vier Kinderrutschen, Kletterröhren und Wasserspiele.
Im Maya Mare gibt es außerdem vier Großrutschen. Zwei von ihnen sind Reifenrutschen, die mit Einzel- und Doppelreifen benutzt werden können:
- die grüne Reifenrutsche startet in 8,71 m Höhe und ist 88 m lang.
- eine Etage darüber beginnt der 122 m lange Langnese Laser Express, eine „Black-Hole-Rutsche“ mit Lichteffekten.
- direkt daneben startet die gelbe Turborutsche (77 m).
- im obersten Geschoss des Rutschenturms liegt in 14 m Höhe der Einstieg für die blaue Reifenrutsche mit einer Länge von 140 m.[6]

Auf dem Freigelände des Maya Mare gibt es Liegewiesen, einen Kinderspielplatz und ein Beachvolleyballfeld. Ein Selbstbedienungsrestaurant sorgt für die Versorgung der Badegäste. Die Bezahlung erfolgt vorerst über das Schlüsselarmband, beim Verlassen des Bades werden alle Kosten an der Kasse bzw. dem Kassenautomaten im Eingangsbereich beglichen.

### Sauna und Wellness
Die Saunalandschaft des Maya Mare ist 2500 m² groß und im Ambiente eines mexikanischen Dorfes gehalten. Sie kann separat gebucht werden oder vom Badebereich aus gegen Aufpreis betreten werden. Insgesamt neun verschiedene Saunen werden angeboten, darunter eine Solegrotte, eine Kräutersauna und ein Caldarium. Zum Bereich gehören auch Erlebnisduschen, ein Eiswürfelbrunnen, ein eigenes Außengelände, Tauchbecken und Gastronomie.
Daneben werden im Bad gegen Aufpreis diverse Massagen, kosmetische Behandlungen und Aromabäder angeboten.
Seit Dezember 2019 verfügt das Maya Mare über das mehrstöckige Ruhehaus MAYAPÁN im mexikanischen Stil mit Ausblick auf die Elsteraue. Dort werden den Saunagästen knapp fünfzig weitere Ruhemöglichkeiten geboten, von der Saunaliege über Betten, Sitzsäcke, Hängesessel bis zur Hollywoodschaukel.

### Fitness
Unter dem Namen Viva Mare betreibt das Bad einen Fitnessclub mit eigenem Gerätepark, verschiedenen Trainingskursen und Beratungsangeboten. Das Fitnesscenter kann gegen Gebühr auch ohne Mitgliedschaft im Club genutzt werden.